# 天主教特魯埃爾暨阿爾瓦拉辛教區
天主教特魯埃爾暨阿爾瓦拉辛教區（拉丁語：Dioecesis Terulensis et Albarracinensis）是西班牙一個羅馬天主教教區，屬薩拉戈薩總教區。
教區成立於1577年7月31日，位於特魯埃爾省。2010年有89,750名教友（佔轄區總人口95.9%）、262個堂區、120名司鐸。現任教區主教為加祿·埃斯克里瓦諾·蘇維亞斯。